# Bloeddruppelstekelzwam
De bloeddruppelstekelzwam (Hydnellum peckii) is een zeldzame schimmel die leeft onder dennen en sparren. De schimmel heeft een wit vruchtlichaam waaruit bloedrode druppels vloeien die kurkachtig taai en roestbruin zijn.
De soort is niet giftig, maar wordt niet gezien als eetbaar vanwege zijn bittere smaak. Ook gedroogde exemplaren smaken nog steeds bitter. Andere bronnen beschrijven de smaak als scherp.

## Kenmerken
Uiterlijke kenmerken
De bloeddruppelstekelzwam heeft geen buisjes, maar korte roestbruine stekeltjes met witte toppen.
Microscopische kenmerken
In bulk lijken de sporen bruin. Als je ze met een lichtmicroscoop bekijkt, worden fijnere details van hun structuur onthuld: ze zijn ruwweg bolvormig maar eindigen abrupt in een kleine punt, hun oppervlakken zijn bedekt met kleine, wratachtige knobbeltjes en hun grootte is tussen 5,0-5,3 × 4,0-4,7 µm. De sporen zijn inamyloïde, wat betekent dat ze geen jodium absorberen wanneer ze worden gekleurd met Melzers reagens. De basidia, de sporendragende cellen in het hymenium zijn knotsvormig, viersporig en meten 35-40 × 4,7-6 µm.

## Verspreiding
Naast Noord-Amerika is de paddenstoel wijdverbreid in Europa en zijn aanwezigheid is geregistreerd in Italië, Duitsland en Schotland. De soort komt veel voor op de laatstgenoemde locatie, maar wordt steeds zeldzamer in verschillende Europese landen, zoals Noorwegen, Nederland en Tsjechië. De verhoogde vervuiling in Midden-Europa is wordt genoemd als een mogelijke factor voor de achteruitgang van de paddenstoel aldaar. In Nederland komt de soort uiterst zeldzaam voor. De soort staat op de Nederlandse Rode lijst van paddenstoelen en heeft de status verdwenen. Hij is namelijk sinds 1987 niet meer waargenomen in het land.

## Afbeeldingen

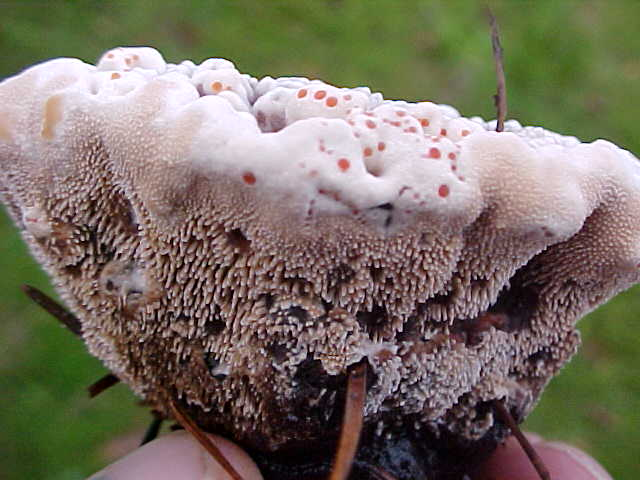
De stekeltjes met sporen
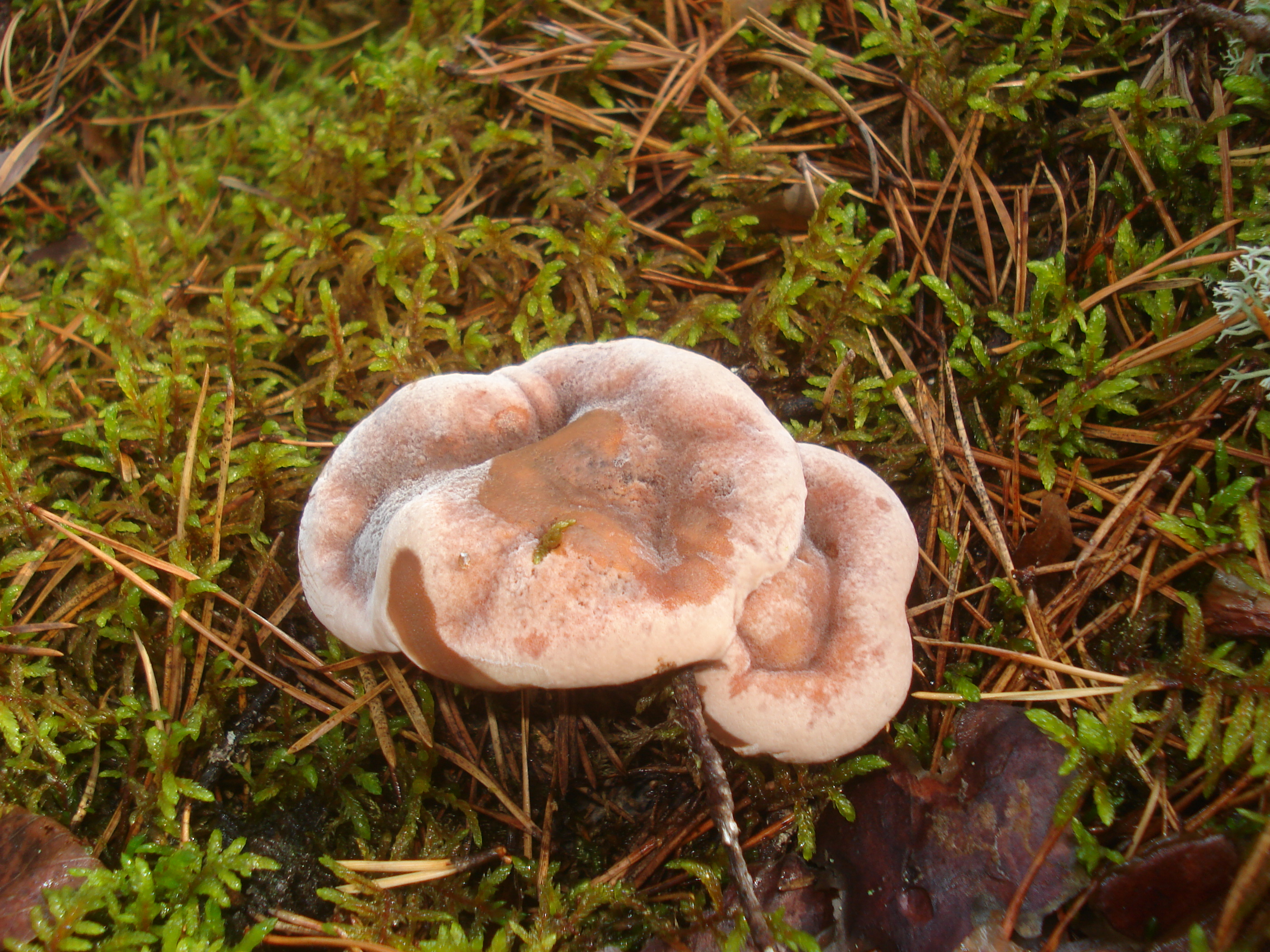
Bij oudere exemplaren ontbreken vaak de rode druppels.